# De zwarte draak
De zwarte draak is een stripverhaal en in de reeks Buck Danny. Het verhaal werd eerst uitgegeven in het stripblad Spirou van het nummer 636 (22 juni 1950) tot 659 (30 november 1950). Daarna verscheen het in 1951 in albumuitgave. Het was het derde verhaal in het vierluik dat van album 3 tot album 6 liep. Het is het eerste album dat geen 64 maar 48 pagina's telt.

## Het verhaal
Buck Danny, Sonny Tuckson, Susan Holmes en Tao zijn op de vlucht in de jungle van Zuidoost-Azië en worden op de hielen gezeten door Mo-Sjoeng-Joeng. Hij krijgt hulp van een inheemse stam, de Moï die het viertal kan vinden. Tao wordt aan een boom gehangen, bedoeld als hapje voor een tijger en de anderen worden gevangen genomen. Mo-Sjoeng-Joeng wil de geheime plannen van de Amerikanen bemachtigen. Tao weet zich echter te bevrijden en zaait paniek door het dorp van de Moï in brand te steken, waarop hij zijn kompanen kan bevrijden.
Nadat ze de bewoonde wereld bereiken worden ze geholpen voor Van-Phun-Tien die hen via een doodskist de stad uit smokkelt. Ze worden afgeleverd op het Portugese schip de Lisboa, die hen onderweg moet afzetten bij een onderzeeër. Ze worden echter onderschept door piraten van de Zwarte Draak, een Japans genootschap waartoe ook Mo-Sjoen-Joeng behoort. Aan het einde van de strip verdwijnt de boot in een zware storm en eindigt zo met een cliffhanger.

## Achtergronden bij het verhaal
- Voor het eerst is er in de vliegtuigstrip geen enkel vliegtuig te bespeuren. Jerry Tumbler, die twee verhalen geleden zijn intrede deed als vast personage heeft slechts een cameo in dit album.